# ليونارد بي مور
ليونارد بي مور (بالإنجليزية: Leonard P. Moore)‏ هو قاضي ومحامي أمريكي، ولد في 2 يوليو 1898 في إيفانستون في الولايات المتحدة، وتوفي في 7 ديسمبر 1982 في مايستيك في الولايات المتحدة.